# Ђорђе Оташевић
Ђорђе Оташевић (Ужице, 1959) српски је лингвиста, писац, енигматичар и издавач.

## Биографија
Доктор је филолошких наука. Објавио тридесетак речника, приручника, уџбеника и монографија. Приредио четрдесетак антологија, прегледа и зборника афоризама и кратких прича. Заступљен у више наших и страних антологија, прегледа и зборника. Превођен на руски, македонски, пољски, италијански и румунски језик. Добитник неколико књижевних награда. Живи у Београду.

## Дела
- „Како мирише пластично цвеће“ (кратке приче, 2001)
- „Убиство на кредит“ (афоризми, 2002)
- „Хроника боље будућности“ (кратке приче, 2003)
- „Изабране приче“ (кратке приче, 2008)